# ولسوالی خواهان
 شهرستان خواهان یکی از ٢٧ شهرستان  ولایت بدخشان افغانستان است. این ولسوالی در ١۶۰ کیلومتری شمال شهر فیض‌آباد موقعیت دارد. مرکز این ناحیه شهرخواهان است و جمعیت این ولسوالی ١٨٬٧٣۴ نفر برآورد شده‌است.

## تاریخ
پیش از سال ۱۸۹۶ میلادی که مرز دریای آمو قرار داده شد، خواهان یکی از مناطق ولسوالی دروازها بود که در آن زمان دروازها یک حکومت خودمختار و تحت ادارهٔ حکومت مرکزی حکومت بخارا قرار داشت؛ و توسط یکی از نماینده‌شاهان درواز این محل اداره می‌شد که بنام شاه دفعه‌دار یاد می‌شد.
پس از اینکه در این سال مربوط به افغانستان شد، به‌حیث علاقه‌داری مربوط ولسوالی درواز ولایت بدخشان افغانستان، یکی از واحدهای اداری این کشور به‌وجود آمد و در سال ۱۳۶۳ به‌حیث ولسوالی از طرف دولت آن زمان منظوری حاصل نمود.

## جغرافیا

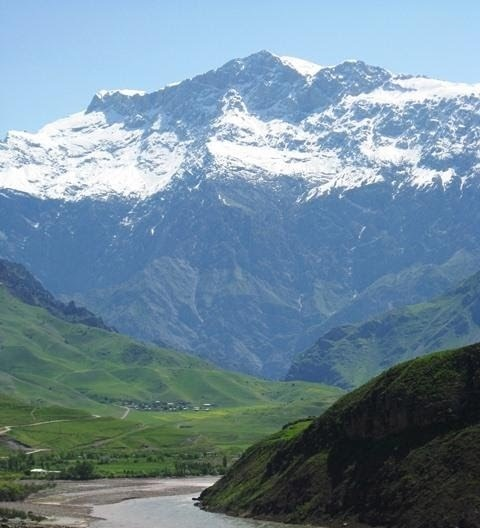
کوه کلات یکی از بلنترین کوهای ولسوالی خواهان است و با ارتفاع ۴۰۹۰ متر از دریا، و در بلندی‌های بیاک-چشمهٔ و قاق-دشت جای دارد و برف این کوه همه ساله کهنه می‌ماند.

ولسوالی خواهان به زاویۀ ۲۲ درجه در شمال‌غرب ولایت بدخشان افغانستان و در کنارۀ رود پنج واقع شده است؛ ۱۶۰ کیلومتر از شهر فیض آباد فاصله دارد اما راه مواصلاتی آن ۲۳۰ کیلومتر است. تا هنوز راه حمل و نقل که بتواند به سادگی آن را به مرکز ولایت بدخشان و سایر ولسوالی‌ها وصل کند، ساخته نشده‌است.
این ولسوالی از جنوب‌غرب با ولسوالی راغستان، از جنوب شرق با ولسوالی کوف آب، از شمال شرق با ولایت ختلان، از شمال غرب با ولایت مختار کوهستان بدخشان تاجیکستان، از جنوب با ناحیۀ درواز و ناحیۀ شوراآباد هم سرحد است. خواهان دارای زمستان های نسبتاً معتدل و تابستان های بسیار گرم است.
ارتفاع این ولسوالی از از سطح بحر ٩۶۰ متر است. بلندترین قله آن به‌نام کوه کلات با ارتفاع ۴٬۰۹۰ متر در بلندی‌های به-یک چشمه و قاقدشت است، و پست ترین نقطه آن محل یال مونک است که ۷۱۶ متر از سطح دریا ارتفاع دارد.

## اقتصاد

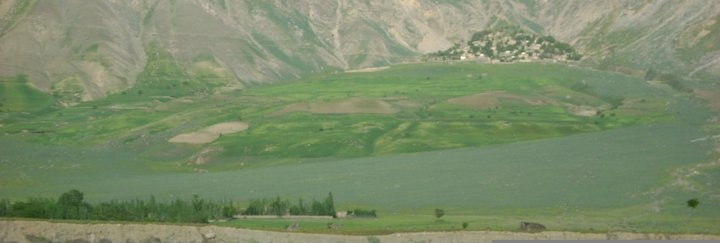
قسمت از زمین‌های کشاورزی مرکز ولسوالی خواهان و رود خروشان پنج، در این تصویر.

مردم این شهرستان عمومآ کشاورز پیشه دامدار و باغ دار اند مردم بالای زمین‌های خود کار و زحمت می‌کشند. قسمت مرکزی این شهرستان چراگاهای خوبی برای زمستان و نواحی اطراف آن مانند وادی ایش، و قنغوراب، فرخمدشت، وادی کوتل کشترمه؛ سبزدشت، خپک دشت، جوساره، ایلاق نفچ ئیل و غیره برای تابستانی دارند و میان مرکز واطراف آن وادی ایش، و دشت قنغوراب و قریه جات حوض شاه، سیلدان، غوزان مرتفع و کوهستانی است. با داشتنی رودهای فراوان مانند رود سفیدآب، پری خم، ایش آب، جیروآب، زریچ آب تمام زمین‌های این شهرستان للمی کشت می‌شوندو محصولات کشاورزی (زراعتی) این شهرستان قرار ذیل‌اند. (گندم سیاه)، سرخ سفید جو، کنجد، زغر، جواری(ذرت)، ماش، نخود مشنگ، باقلی، کچالو(سیب زمینی)، لوبیا. مردم ساحات اطراف این شهرستان بیشترشان پالیز کار اند و در آخر ماه بهار اول تابستان آن را در زمین می‌پاشند و در ماهای آخر تابستان اول پاییز مصولات خود را که عبارت از تربوز(هندوانه) و خربزه است بدست میاورند. باغ داری و درختان با ثمر آن عبارتند از. زردالو، آلبالو، شفتالو(هلو)، آلو بخارا، آلوچه، سیب، گلابی، ناک، انار، انار سفید دانه - انار سیاه دانه، انار ترش انجیر، انگور، چهار مغز(گردو)، توت، توغ. انارمرکزخواهان سیب زریچ وانکورباغ‌های برشار شهرت خوبی داشته که درکتاب ارمغان بدخشان نوشته شاه عبدالله بدخشی ازآن وصف گردیده است.

## مردم

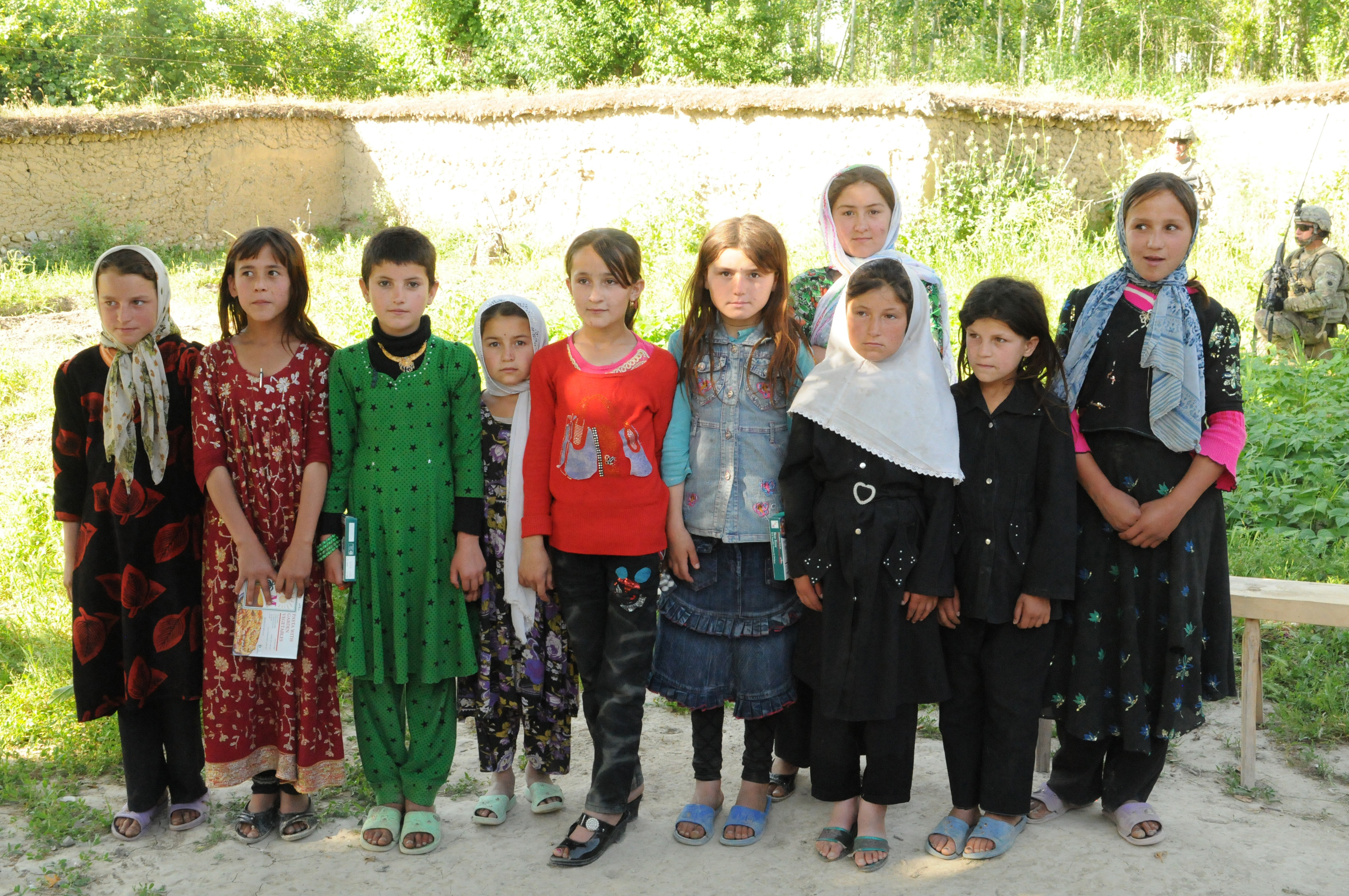
جمعی از دختر بچه‌های خواهانی در ۳ جوئن ۲۰۱۲.

باشندگان این شهرستان را تاجیکان تشکیل می‌دهند و به زبان فارسی دری حرف می‌زنند. مردم این شهرستان مسلمان سنی هستند؛ و باهم خویشاوندی و پیوندهای دیرینه‌ای دارند. مردم خواهان مانند دگر اقوام و ساکنان بدخشان به عنعنات و سنت‌های دیرینهٔ خویش پایبند هستند.

## نگارخانه

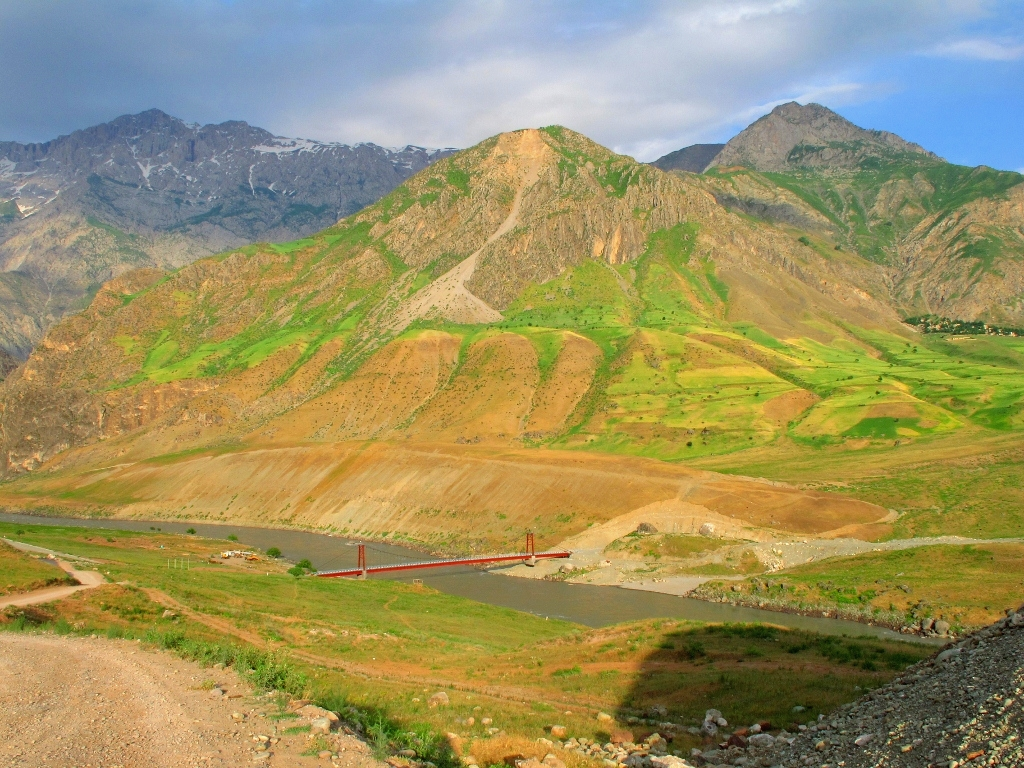
پل دوستی بین افغانستان و تاجیکستان، بر فراز رود پنج در منطقه خواهان، و ناحیه شوراآباد
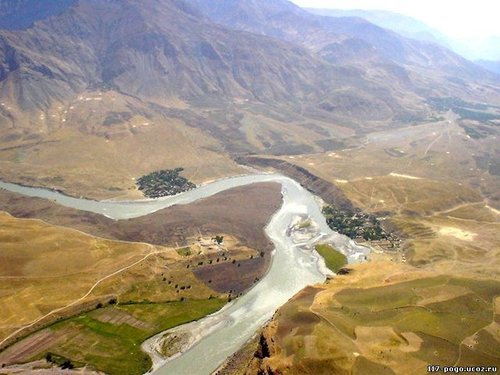
یک نمای زیبا از شهرستان خواهان و دو روستا آن کمر کجی؛ و بخشی از ناحیه شوراآباد و رود پنج
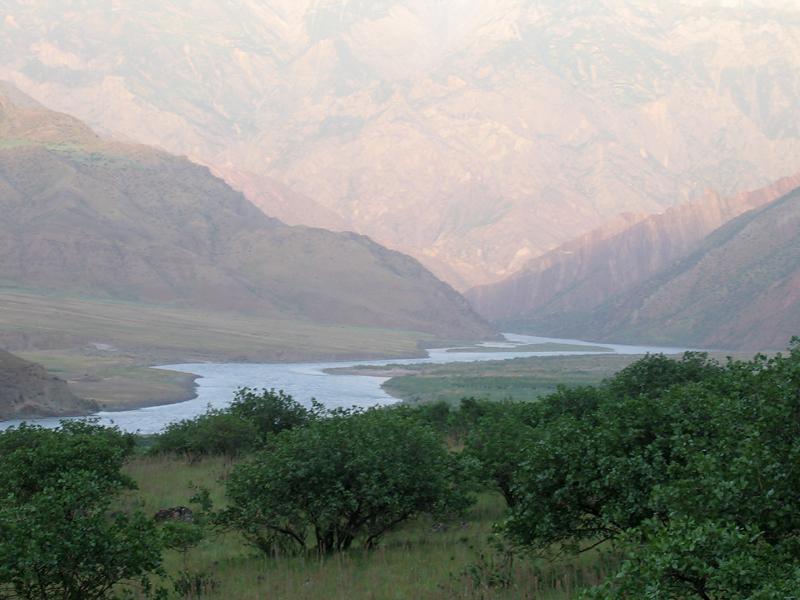
منطقه انجراب پایین در ولسوالی خواهان
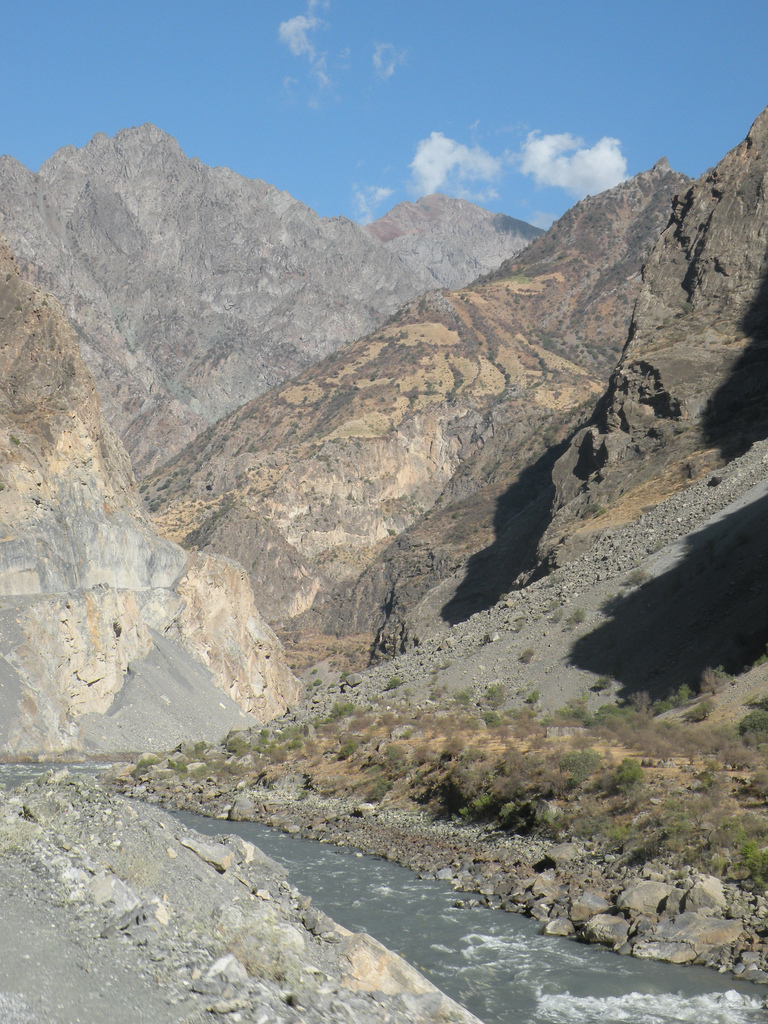
تنگی لبگرد ولسوالی خواهان
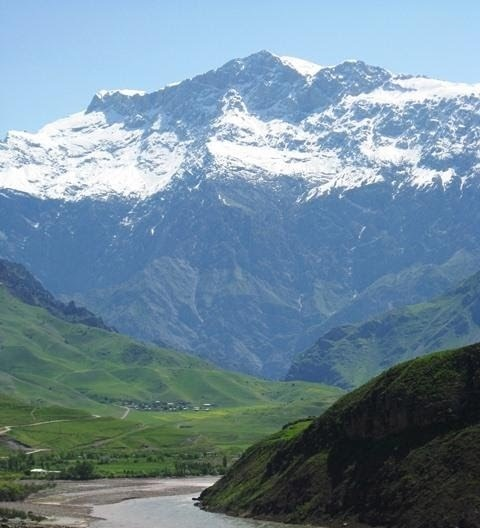
کوه کلات یکی از بلنترین کوهای ولسوالی خواهان است و با ارتفاع ۴۰۹۰ متر از دریا، و در بلندی‌های بیاک-چشمهٔ و قاق-دشت جای دارد و برف این کوه همه ساله کهنه می‌ماند.
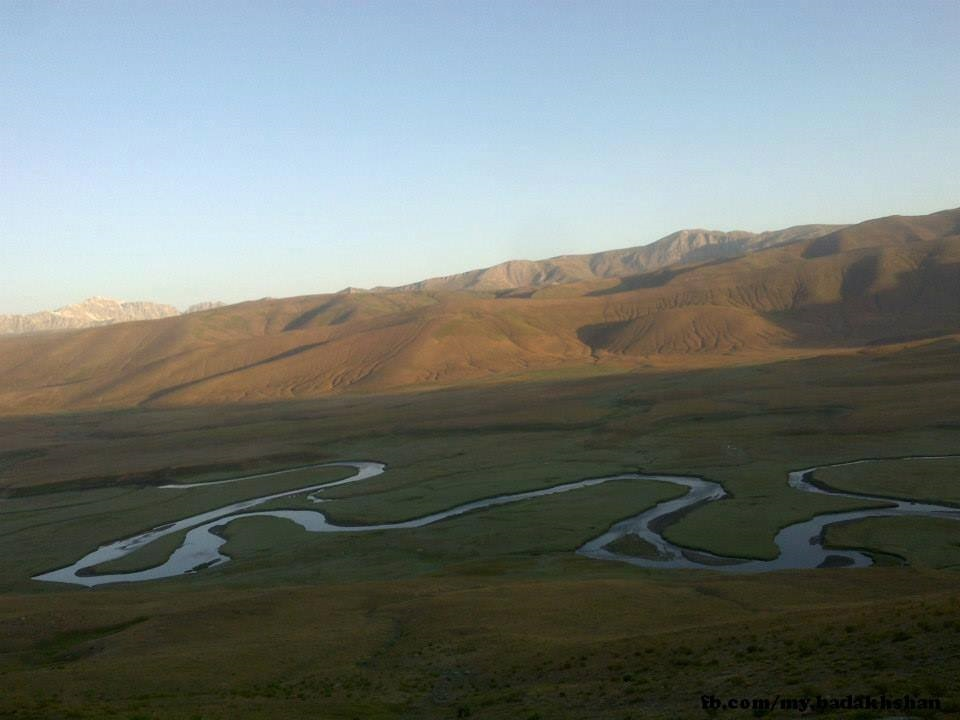
نمای فصلِ پاییزی از (دشتِ-ایش) شهرستان خواهان.